# Karl Wilhelm Henke

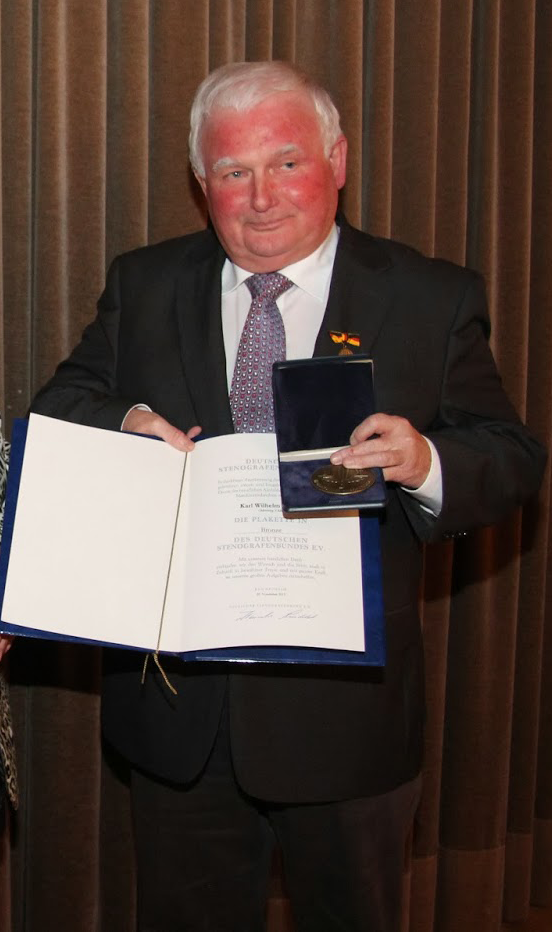
Henke bei der Verleihung der bronzenen Ehrenplakette des Deutschen Stenografenbundes, Bundespokalschreiben 2013 in Soest

Karl Wilhelm Henke (* 12. Februar 1948 in Ampen) ist ein deutscher Stenograf, Lehrbuchautor und ehemaliger Präsident des Deutschen Stenografenbundes.

## Leben
Henke wurde am 12. Februar 1948 in Ampen geboren. Mit 16 Jahren trat er das Amt des Jugendleiters im Soester Stenografenverein an. Im Alter von 33 Jahren übernahm Henke das Amt des Bezirksvorsitzenden im Bereich Ruhr-Lippe-Sieg, nur um mit 33 Jahren Vorsitzender des Westdeutschen Stenografenbundes zu werden. Nachdem er diesen für 18 Jahre geleitet hatte, wechselte er schließlich zum Deutschen Stenografenbund, um nach 10 Jahren Tätigkeit als Vizepräsident das Amt des Präsidenten zu übernehmen. Diese Position hielt er fünf Jahre inne.
Henke war von 1971 bis 2013 Lehrer für Kurzschrift und Textverarbeitung am Hubertus-Schwartz-Berufskolleg in Soest und hat mit Stand 2012 83 Lehrbücher verfasst. Zusammen mit Konrad Weber entwickelte er für den leichten Einstieg in das Stenografieren die Neue Notizschrift. Er betätigt sich als Schriftleiter der Zeitschriften Winklers Illustrierte und Praxis der Textverarbeitung.
Neben diesen Tätigkeiten ist Henke auch künstlerisch als Fotograf tätig.

## Stenografische Leistungen
Henke ist unter anderem Deutscher Seniorenmeister in Kurzschrift in der Altersklasse A sowie zweimaliger Deutscher Kombinationsmeister in Kurzschrift in der Altersklasse A und in der Texterfassung. Darüber hinaus ist Henke mehrfacher Vizemeister in weiteren Kategorien.
Seine kurzschriftliche Höchstleistung beträgt 500 Silben pro Minute.

## Auszeichnungen
Henke ist seit 1998 Träger des Bundesverdienstkreuzes am Bande. 2013 wurde ihm während des 25. Bundespokalschreibens in Soest mit der bronzenen Ehrenplakette die höchste Auszeichnung des Deutschen Stenografenbundes überreicht.